# Richard Schüller (Parteifunktionär)
Richard Schüller (geboren 30. April 1901 in Wien, Österreich-Ungarn; gestorben 5. Juni 1957 in Linz) war ein österreichischer Journalist und Parteifunktionär der KPÖ.

## Leben
Richard Schüller war 1916/17 Teil einer sich formierenden, illegalen Mittelschülerbewegung gegen die Kriegspolitik der österreichisch-ungarischen Staatsführung. Am 3. November 1918 beteiligte er sich an der Gründung der Kommunistischen Partei Österreichs (KPÖ), wenige Monate später wurde er zum Sekretär des neugegründeten Kommunistischen Jugendverbandes KJVÖ gewählt. 1919 war er Delegierter auf dem Gründungskongress der Kommunistischen Jugendinternationale (KJI) in Berlin und arbeitete erst als Leiter des Südost-Büros der KJI, das in Wien seinen Sitz hatte, dann als Mitglied der Exekutive und als Sekretär der KJI. Er war für die Organisation in verschiedenen europäischen Ländern tätig. Neben Willi Münzenberg vertrat er zunächst einen autonomen Kurs der KJI gegenüber der Komintern, schwenkte dann auf dem 2. Kongress der KJI in Moskau auf den Kurs der Komintern ein. Er wurde daraufhin Mitglied des Sekretariats und des Exekutivkomitees der KJI. Von 1921 bis 1928 nahm Schüller alternierend mit dem Jugendverbandsvorsitzenden aus der Sowjetunion an den Sitzungen des EKKI teil. 1922 nahm er am Ersten Kongress der kommunistischen und revolutionären Organisationen des Fernen Ostens teil. Auf dem EKKI-Plenum 1928 war er sogar Mitglied des Präsidiums.
Schüller schied dann aus der Jugendarbeit aus und wurde 1928 Chefredakteur des Zentralorgans der KPÖ Die Rote Fahne. Nach dem Verbot der Partei floh er 1934 in die Tschechoslowakei nach Prag. Dort redigierte er das „Grünbuch“ – eine Zusammenstellung von Anklagen gegen die „grünfaschistische Diktatur“ des Februarputsches. Schüller wurde in der CSR verhaftet und ausgewiesen; er ging daraufhin nach Moskau, wo er als Journalist tätig wurde. Nach 1941 wurde er neben Walter Fischer Redakteur beim Propagandasender „Radio Moskau für Österreich“.
Schüller kehrte nach Kriegsende im November 1945 nach Österreich zurück und arbeitete in der Redaktion der Parteizeitung Volksstimme. Er wurde Chefredakteur des KPÖ-Organs „Neue Zeit“ für Oberösterreich und zum Mitglied des Sekretariats der oberösterreichischen KPÖ-Landesleitung gewählt. Ab 1949 gehörte Schüller dem Zentralkomitee der KPÖ an.

## Schriften (Auswahl)
- Wirtschaftliche Lage und wirtschaftlicher Kampf der Arbeiterjugend. Berlin: Verlag der Jugendinternationale, 1923
- Kommunistische Jugend und Krieg. Berlin: Verlag der Jugendinternationale, 1923
- Weltprogramm der revolutionären Arbeiterjugend im Kampf um die Diktatur des Proletariats, in: Das Programm der Kommunistischen Jugendinternationale von 1928. Faksimile-Nachdruck. Frankfurt am Main: Roter Stern, 1971
- Geschichte der kommunistischen Jugendinternationale, Band 1: Richard Schüller, Von den Anfängen der proletarischen Jugendbewegung bis zur Gründung der KJI. Berlin: Verlag der Jugendinternationale, 1929/31
- mit Heinz Willmann: Österreich. Brandherd Europas. („Grünbuch“). Zürich, 1934